# Reprezentacja Kostaryki U-17 w piłce nożnej mężczyzn
Reprezentacja Kostaryki U–17 w piłce nożnej – młodzieżowa reprezentacja Kostaryki sterowana przez Kostarykański Związek Piłki Nożnej. Jej największym sukcesem jest pięciokrotne mistrzostwo strefy CONCACAF.

## Występy w MŚ U-17
- 1985: Runda grupowa
- 1987: Nie zakwalifikowała się
- 1989: Nie zakwalifikowała się
- 1991: Nie zakwalifikowała się
- 1993: Nie zakwalifikowała się
- 1995: Runda grupowa
- 1997: Runda grupowa
- 1999: Nie zakwalifikowała się
- 2001: Ćwierćfinał
- 2003: Ćwierćfinał
- 2005: Ćwierćfinał
- 2007: 1/16 finału
- 2009: Runda grupowa
- 2011: